# Velocitat de sedimentació globular
La velocitat de sedimentació globular (VSG) o velocitat d’eritrosedimentació és un procediment de diagnosi de la inflamació, que es fa servir sovint com una anàlisi clínica orientativa. La prova consisteix en mesurar la taxa de sedimentació dels eritròcits en sang anticoagulada.
Per efectuar la prova, es posa sang citratada (amb citrat per evitar-ne la coagulació) dins un tub d'assaig graduat en mil·límetres, i la velocitat a la qual precipiten els glòbuls vermells es mesura en mm/h. Els resultats es donen en mil·límetres a la primera hora i, de vegades, en mil·límetres a la segona hora.
Quan hi ha un procés inflamatori, l'alt contingut de la sang en fibrinogen fa que els glòbuls vermells s'ajuntin. Els glòbuls vermells agrupats en sedimenten més ràpidament.
La velocitat de sedimentació és 20 mil·límetres per hora per a les dones i de 15 mm per als homes. Augmenta regularment amb malalties infeccioses i síndromes inflamatòries (reumatisme, artèria temporal o malaltia de Horton, síndromes infeccioses...). També pot ser elevada en cas d'anèmia i embaràs. Es tendeix a reemplaçar aquest test, fàcil de realitzar però poc específic per proves més fiables:
- Proteïna C reactiva[3]
- Fibrinogen

## Història
De vegades, se'n parla com la reacció de Biernacki, se n'atribueix la invenció al metge polonés Edmund F. Biernacki (1866–1911), que en va descriure el mètode de mesura el 1894 o bé a Robin Fåhraeus (1888–1968), que va escriure sobre les anomalies en la velocitat de sedimentació.